# Norrie Paramor
Norman William "Norrie" Paramor (født 15. maj 1914 i London, død 9. september 1979 i London England) var en engelsk pladeproducent, komponist, arrangør, dirigent og orkesterleder.
Paramor er mest kendt fra sit lange samarbejde med pop/rockveteranen Cliff Richard, og hans gruppe The Shadows, han producerede plader for Frank Ifield, Helen Shapiro, Ruby Murray og Michael Holliday blandt andre. Han blev i 1952 leder af EMI/Columbia i England. Herefter begyndte han at producere for kunstnere som f.eks. Frank Ifield, Men det var med Richard og hans gruppe at han fik succes i 1958. Han skrev en række hits for The Shadows som f.eks. Peace Pipe og The Savage.
Han indspillede med sit eget orkester f.eks. plader som In London In Love, som blev en af de største sælgende plader for pladeselskabet Capitol Records, og som ligeledes skulle præge hans orkesterlyd fremover.
Paramor skrev musik til film såsom Serious Charge (1959), Expresso Bongo (1959), The Young Ones (1961), The Frightened City (1961), The Fast Lady (1962).
Han skrev også musik til sangerinden Helen Shapiro.
Paramor var ansvarlig for mange produktioner og arrangementer, specielt for strygere på mange af Cliff Richard og The Shadows plader, og arrangerede før sin død et strygerarrangement på Shadows nummeret Return to the Alamo fra lp pladen Tasty (1977).

## Kort diskografi i eget navn
- In London, In Love (1957)
- Norrie Paramor's Moods (1958)
- Norrie Paramor's Jet Flight (1958)
- Warm & Willing (1965)
- Shadows in Latin (1965)
- Plays the Hits of Cliff Richard (1967)
- Soul Coaching (1970)
- Norrie Paramor Remembers... 40 Years Of BBC T.V. Themes (1976)